# Babi Kamień
Babi Kamień niem. Hexenstein (670 m n.p.m.) – wzniesienie w południowo-zachodniej Polsce, w Sudetach Środkowych, w Górach Sowich.

## Położenie i opis
Wzniesienie położone jest w północno-zachodniej części Gór Sowich, około 2,9 km na północ od centrum miejscowości Walim.
Rozległe wypiętrzone wzniesienie, w postaci małego grzbietu z wyrównaną linią szczytową o dość stromych zboczach północno-wschodnim opadającym do doliny Michałkowskiego Potoku i południowo-zachodnim opadającym do doliny Walimki. Wyrasta między Działem Jawornickim po południowo-zachodniej stronie a Dział Michałkowskim po północno-wschodniej stronie, w środkowej części długiego bocznego grzbietu Gór Sowich ciągnącego się w kierunku północno-zachodnim od Przełęczy Walimskiej. Wznosi się w niewielkiej odległości od wzniesienia Jasia, położonego po południowo-wschodniej stronie, od którego oddzielone jest Zajęczym Rowem. Wzniesienie wyraźnie wydzielają doliny potoków: Młynówki od północnego wschodu i Walimki, od południowego zachodu, prawych dopływów Bystrzycy.
Wzniesienie zbudowane jest z prekambryjskich gnejsów biotytowych i granitów z pegmatytami, które w kilku miejscach występują na powierzchnię w postaci niekształtnych skałek i wychodni oraz usypisk skalnych. Zbocza wzniesienia pokrywa warstwa młodszych osadów z okresu zlodowaceń plejstoceńskich. Na wierzchołku wzniesienia wyrasta okazała gnejsowa skała o tej samej nazwie, co szczyt. Poniżej szczytu na stromym południowym zboczu położona jest okazała skałka Sępik, oraz liczne usypiska skalne. Skałki Babi Kamień i Sępik stanowią pomniki przyrody nieożywionej. U północno-zachodniego podnóża wzniesienia nad rzeką Bystrzycą ciągnie się szereg okazałych, szczególnie atrakcyjnych skał. Wzniesienie od północnej strony góruje nad miejscowością Sędzimierz. Podnóża wzniesienia prawie ze wszystkich stron zajmują długie, luźno zabudowane wsie łańcuchowe. Na grzbiecie południowo-wschodnim od strony Przełęczy Walimskiej wznoszą się nieliczne zabudowania i przysiółków Domachowa i Toszowic.
Wierzchołek wzniesienie oraz kraniec północnego grzbietu, porastają lasy świerkowe i mieszane z przewagą buka. Rozległe partie grzbietu i zboczy zajmują nieużytki, łąki i pastwiska, na których rosnące ciągi drzew i kępy krzaków wyznaczają dawne miedze i polne drogi. Południowo-zachodnim podnóżem równolegle do Walimki prowadzi droga wojewódzka 383. Położenie wzniesienia, kształt i wyraźna rozciągnięta część szczytowa z niewyraźnie podkreślonym wierzchołkiem, czynią wzniesienie rozpoznawalnym w terenie.

## Inne
- W przeszłości Babi Kamień stanowił atrakcje dla letników z Walimia oraz turystów wędrujących z Zagórza Śl. na Wielką Sowę[1]. Do lat 50. XX wieku przez szczyt prowadził czerwony szlak turystyczny. Obecnie szczyt jest zapomniany i bardzo rzadko odwiedzany przez turystów.
- Dawniej pod sam szczyt Babiego Kamienia podchodziły wiejskie zagrody i folwarki, które były znacznie porozrzucane po zboczu. Ślady dawnych zagród wyznaczają dawne przydomowe drzewa i kępy krzaków porastających ruiny.

## Turystyka
- W pobliżu wzniesienia nie prowadzi szlak turystyczny
- Na szczyt można dojść od strony przysiółka Toszowice.
- Z wielu miejsc na grzbiecie i pod szczytem roztaczają się ładne i bardzo rozległe widoki Walimia, Wielkiej Sowy, masywu Włodarza, Gór Wałbrzyskich i północno-zachodniej części Gór Sowich[1].